# Jean-Charles Descubes
Pour les articles homonymes, voir Descubes.
Jean-Charles Descubes, né le 7 février 1940 à Tonnay-Charente en Charente-Maritime, est un prélat catholique français, évêque d'Agen de 1996 à 2004, puis archevêque de Rouen et primat de Normandie de 2004 à 2015.

## Biographie
Jean-Charles Descubes naît le 7 février 1940 à Tonnay-Charente. Il est le fils de Robert Descubes, avocat, et de son épouse, née Marie Demeunynck, conservateur des archives de la Marine.

### Formation
Après avoir fréquenté l'École pratique des hautes études à Paris, Jean-Charles Descubes a suivi sa formation en vue de la prêtrise à Angers où il a obtenu une licence en philosophie scolastique et une autre en théologie.
Il a été ordonné prêtre le 3 juillet 1965 pour le diocèse de La Rochelle.

### Principaux ministères
Tout en étant vicaire à la cathédrale Saint-Louis de La Rochelle de 1968 à 1980, il a assumé plusieurs autres responsabilités, comme celle de responsable diocésain de la formation des prêtres et des laïcs, d'enseignant à la Faculté de théologie de l'Université catholique de l'Ouest à Angers et de directeur du centre de recherche des Églises de l'Ouest.
En 1985, il est nommé vicaire épiscopal chargé des services diocésains, avant d'être nommé vicaire général de Jacques David en 1989, puis de Georges Pontier en 1996.
Nommé évêque d'Agen le 13 décembre 1996, il est consacré le 9 mars 1997 par le cardinal Pierre Eyt. Il devient archevêque de Rouen, primat de Normandie le 25 mars 2004. 
Au sein de la Conférence des évêques de France, il a été président de la Commission sociale et membre du Comité permanent pour l'information et la communication. Il préside depuis 2005 le Conseil Famille et Société. Le 8 novembre 2008, il a été réélu président de ce conseil pour un mandat de trois ans, poste qu'il laisse à Jean-Luc Brunin en 2011 pour devenir membre du Comité Études et Projets.
Après avoir présenté sa démission, atteint par la limite d'âge, Descubes est relevé de sa mission par le pape François et nommé archevêque émérite. Dominique Lebrun lui succède au siège archiépiscopal le 10 juillet 2015. 
Il revient dans son ancienne cathédrale le 2 août 2016 pour concélébrer avec son successeur, et d'autres évêques dont Georges Pontier, archevêque de Marseille, alors président de la Conférence des Évêques de France, les obsèques du père Jacques Hamel, assassiné dans son église le 26 juillet précédent.

## Prises de position

### Sur le mariage civil
Dans un communiqué de presse du 8 janvier 2008, Jean-Charles Descubes rappelle toute la valeur et la signification du mariage civil. Il estime qu'il s'agit d'un acte public qui structure la société et qu'il n'est en conséquence pas bon qu'il puisse être résilié par un simple arrangement privé.

### Sur les projets de maternité pour autrui
Dans un communiqué de presse du 30 juin 2008, il s'interroge sur les projets de "maternité pour autrui" (notion proche de celle de "mère porteuse").
En particulier, il dénonce « l'instrumentalisation du corps et du psychisme d'une femme "porteuse" », expliquant que son corps ne peut être réduit ni à un nid, ni à une couveuse. Par ailleurs, il considère qu'il s'agit d'une « remise en cause d'un modèle de famille, de filiation et de parenté ».

### Sur les ouvertures dominicales des commerces
Dans un communiqué de presse du 15 janvier 2008, il considère important de respecter le repos dominical pour des raisons théologiques, mais aussi anthropologiques et sociales. Même s'il accepte que pour le bien de la société, il est nécessaire que certains corps de métier travaillent le dimanche et s'il comprend qu'à des occasions particulières l'ouverture des commerces certains dimanches puisse être licite, il refuse que le dimanche devienne un jour comme les autres.

### Sur la mondialisation
En mai 2008, il s'inquiète des conséquences des crises financières en cascade qui « affectent profondément l'économie mondiale et les populations les plus fragiles ». Il en conclut que « l’absence de régulation des marchés financiers fait peser une grave menace sur la paix ».

### Sur la pédophilie
Le 1er avril 2010, il suspend deux prêtres de leurs fonctions. D'une part Jacques Gaimard pour agressions sexuelles notamment sur un mineur de 13 ans. Ce dernier est condamné en 2013 à 2 ans de prison avec sursis. D'autre part, Philippe Richir, curé de la paroisse de Canteleu, pour détentions d'images pédopornographiques,.
Il suspend également Jean-Marie Lemercier, curé des paroisses Saint-Sever et Saint-Clément de Rouen, mis en examen le 11 juin pour « agressions sexuelles sur mineur de 15 ans ». Jean-Marie Lemercier sera condamné, en 2013, à 18 mois de prison avec sursis .

## Succession apostolique
Jean-Charles Descubes a ordonné les évêques suivants :
- Évêque Christian Philippe Pierre Robert Nourrichard (2005)
- Évêque Jacques Léon Jean Marie Habert (2011)
- Archevêque Laurent Le Boulc'h (2013)

## Insolite
- Le 5 juillet 2008, Descubes est tombé dans la Seine à Rouen, alors qu'il marchait distraitement le long des quais. Il est récupéré notamment par Patrick Herr, le président de l'Armada 2008[13].

## Publications
- Avec Jean-Michel di Falco Leandri, Quand des médias dévoilent l'intime : Quelques repères, Bayard Centurion, 2006  (ISBN 2227476303)
- Jean-Charles Descubes (dir.) (préf. Jean-Charles Descubes), Rouen : Primatiale de Normandie, Strasbourg, La Nuée Bleue, coll. « La grâce d'une cathédrale », 2012, 511 p. (ISBN 978-2-7165-0792-9, OCLC 781937102)

## Décorations
- Chevalier de la Légion d'honneur (décret du 13 juillet 2015)[14]